# 마이 리틀 포니: 이퀘스트리아 걸스 - 우정 게임
《마이 리틀 포니: 이퀘스트리아 걸스 - 우정 게임》(My Little Pony: Equestria Girls - Friendship Games)은 미국, 캐나다의 애니메이션 영화이다. 마이 리틀 포니: 우정은 마법의 파생작인 마이 리틀 포니: 이퀘스트리아 걸스와 이퀘스트리아 걸스 레인보우 락의 후속작이다.

## 줄거리
이퀘스트리아 걸스 래인보우 락의 일 후, 크리스털 사립 학교에서 인간 트와일라잇이 마법을 흡수하기 위해 도착한다. 인간 트와일라잇은 우정 게임에 참가해 3가지 이밴트에 참여 중 캔틀롯 고등학교에 마법을 흡수하고 이것을 게임을 이기는데 사용하려는 교장에 속아 또다른 자아 미드나잇 스파클로 변신하게 되는데...

## 개봉일
- 미국: 2015년 9월 26일
- 한국: 2016년 1월 6일

## 캐스팅
| 배역                   | 영어                | 한국어 (오리지널) | 한국어 (넷플릭스) |
| ---------------------- | ------------------- | ----------------- | ----------------- |
| 트와일라잇 스파클 공주 | 타라 스트롱         | 박지윤            | 조경이            |
| 핑키 파이              | 앤드리아 리브먼     | 김현지            | 정혜원            |
| 레인보우 대쉬          | 애슐리 볼           | 조현정            | 김도영            |
| 애플잭                 | 애슐리 볼           | 김율              | 김율              |
| 래리티                 | 태비사 세인트저메인 | 여민정            | 여민정            |
| 플러터샤이             | 앤드리아 리브먼     | 이지영            | 사문영            |
| 스파이크               | 캐시 웨슬럭         | 이영란            | 이현              |
| 셀레스티아 교장        | 니콜 올리버         | 우정신            | 윤성혜            |
| 루나 교감              | 태비사 세인트저메인 | 엄현정            | 이지현            |
| 선셋 쉬머              | 레베카 쇼이킷       | 은영선            | 이지현            |
| 플래쉬 센트리          | 빈센트 통           | 김기철            | 이상범            |
| 사이트와이             | 타라 스트롱         | 박지윤            | 조경이            |
| 아바커스 신치 교장     | 아이리스 퀸         | 박영남            | 박영남            |
| 미드나잇 스파클        | 타라 스트롱         | 박지윤            | 조경이            |